# アイーダディーヴァ
アイーダディーヴァ（AIDAdiva）は、アイーダ・クルーズが運航しているクルーズ客船。

## 概要
アイーダディーヴァ級（アイーダ・クルーズではスフィンクス・クラスと呼称）の1番船で、
2007年4月16日、ドイツのマイヤー・ヴェルフトで竣工。船価は3.15億ユーロ。
4月20日にハンブルクで命名式が行われ、4月30日より就航した。
その後同型の2番船が2008年、3番船が2009年、4番船が2010年、5番船が2011年、6番船が2012年、7番船が2013年に竣工した。

## 同型船
4番船以降は総トン数71,300トンに拡大。
- 2番船 「アイーダベラ（AIDAbella）」
  - 2008年4月竣工。
- 3番船 「アイーダルナ（AIDAluna）」
  - 2009年3月16日竣工。
- 4番船 「アイーダブルー（AIDAblu）」
  - 2010年2月竣工。
- 5番船 「アイーダソル（AIDAsol）」
  - 2011年3月31日竣工。
- 6番船 「アイーダマール（AIDAmar）」
  - 2012年5月竣工。
- 7番船 「アイーダステラ（AIDAstella）」
  - 2013年3月竣工。